# 製造所固有記号
製造所固有記号（せいぞうしょこゆうきごう）は、日本の食品表示法第4条第1項に基づきその下位法令である食品表示基準で定められた、加工食品及び添加物の各製造所（工場）の所在を表すアラビア数字、ローマ字、かなによる記号である。

法の施行前の2015年4月1日以前においては食品衛生法第19条に基づき食品衛生法施行規則第21条第10項で定められていた。

## 概要
商品を製造する食品メーカー（製造者）、あるいは販売する商社や小売チェーンの本社（販売者）が各工場ごとに固有記号を自由に制定して、消費者庁の食品表示課（2009年8月までは厚生労働省であった）に届け出る。

消費者庁移管後においても、各地域の保健所へ制度等について問い合わせることは可能（届出はできない）。
規定では「アラビア数字・ローマ字・平仮名・片仮名またはこれらの組合わせによるもの。『―』、『・』などの記号等は使用不可」とされているほか、10文字以内とすることとなっており、記号自体の付番については、完全に製造者あるいは販売者に任されている。
各製品の製造工場は、食品表示の製造者名あるいは販売者名に添えられるほか、商品パッケージの表面に製造所固有記号として賞味期限と並列記載されている場合が多い。

### 制定
1959年（昭和34年）12月28日　厚生省令第37号「食品衛生法施行規則の一部を改正する省令」（第22次改正）により制定された。当時の雑誌『食品衛生研究』に以下のとおり
解説されている。（用語、仮名遣いは原文のまま）

### 食品表示法の施行に伴う変更

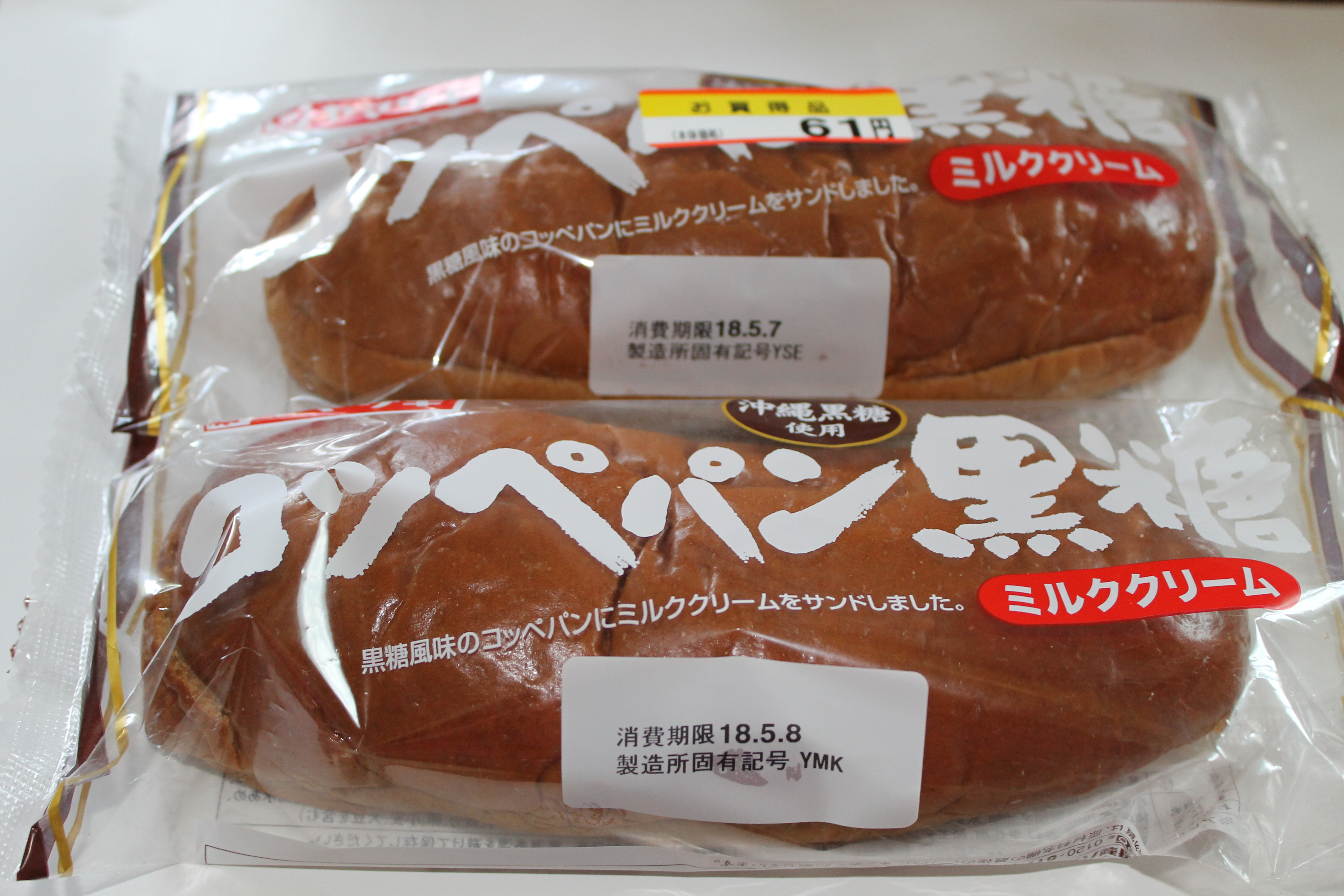
同じ製品（山崎製パン 黒糖コッペパン）が、製造所固有記号の異なる複数の工場で製造された例。上がYSE=仙台工場製。下がYMK=松戸第一工場製。

また、2015年3月31日の省令の公布及び翌2015年4月1日の食品表示法（及び下位法令の食品表示基準）の施行により、従来加工食品と添加物の製造所固有記号について一括して定めていた食品衛生法施行規則第21条第10項は第21条ごと削除された。
これに伴い、食品表示基準においてはそれぞれの製品の製造所固有記号について定める条文が、下記の通りに分割された。
- 加工食品（第2章）
  - 一般加工食品（第1節第1款）：第3条第1項及び第8条第6号
  - 業務用加工食品（第1節第2款）：第10条第2項及び第13条第3号
- 食品添加物（第4章）：第32条第1項、第4項及び第35条第5号

なお、製造所固有記号に関する食品表示基準の規定については、附則第1条ただし書きにより2016年4月1日から施行され、2021年4月1日に猶予期間が終了した。
食品表示法の施行により、製造所固有記号の使用は複数の工場で同一製品を製造する場合に限られ、一つの工場でのみ製造している製品は製造所固有記号は使えなくなり、製造者名と製造工場の名称・住所の表示が必要になった。また、同一製品が複数工場で製造されているために製造所固有記号を表示する場合は、記号の問い合わせ先やURLの記載が必要になった（生鮮食品で1年6か月、加工食品で5年の猶予期間があった）。

## 例

### その1
東京都○○区△△1-2-3に本社のある「A食品株式会社」が、本社と本社工場と異なる4箇所に自社工場（北海道工場、関東工場、関西工場、九州工場）を持っているとした場合、「A食品」は次のような形で自社工場の固有記号を消費者庁の食品表示課に届け出る。
- 北海道工場…HK
- 関東工場…KT
- 関西工場…KS
- 九州工場…QS

これにより、食品の表示について、
```
製造者
　東京都○○区△△1-2-3 A食品株式会社
　　　　製造所固有記号は賞味期限右側に記載
　　　　
　　　　XX年XX月/+KS（
自社関西工場
の意味）
```

又は
```
　　　　東京都○○区△△1-2-3 A食品株式会社
　　　　製造所固有記号は賞味期限右側に記載
　　　　
　　　　XX年XX月/+KS
```

のような表示が可能になる。
上記の場合は、A食品の工場（関西工場）で生産されているが、生産を子会社や関連会社、協力企業などの他社に委託している場合（一部を除くプライベートブランドなど）では、製造者の代わりに販売者として表示される。（次項）

### その2
大阪市□□区××3-2-1に本社のある商社「B商事株式会社」があるとする。「B商事」も、自社工場及び販売者として同様に製造先の企業・工場の固有記号を消費者庁の食品表示課に届ける。
- A食品本社工場…AHN
- A食品北海道工場…AHK
- A食品関東工場…AKT
- A食品関西工場…AKS
- A食品九州工場…AQS
- B商事東京工場…BTK
- B商事大阪工場…BOS

B商事の製品が、その1の例に出たA食品の関西工場で生産されたものなら
```
販売者
　大阪市□□区××3-2-1 B商事株式会社
　　　　製造所固有記号は賞味期限右側に記載
　　　　
　　　　XX年XX月/+AKS（B商事ではない、
A食品関西工場
製造の意味）
```

又は
```
　　　　大阪市□□区××3-2-1 B商事株式会社
　　　　製造所固有記号は賞味期限右側に記載
　　　　
　　　　XX年XX月/+AKS
```

## 例外
以下に挙げるものは固有記号の使用が認められていない。

### 乳製品
牛乳やチーズ、コーヒー牛乳、アイスクリームなど乳製品に分類される食品（乳飲料に分類される缶コーヒー含む）については、製造を他社工場に委託している場合の、販売者の名称（その2の例）に添える他社の製造所固有記号の使用が認められておらず、製造者の生産工場＜A食品株式会社関西工場＞の所在地と名称の表示（あるいは、その1の例である製造者の名称＜A食品株式会社＞と自社工場の固有記号＜KS＞）が義務づけられている。

B商事の乳製品が、その1の例に出たA食品の関西工場で生産されたものなら
```
販売者
　大阪市□□区××3-2-1　B商事株式会社

製造者
　東京都○○区△△1-2-3　A食品株式会社
製造所固有記号は賞味期限右側に記載

XX.XX.XX/+KS
```